# BMW R nineT Scrambler
Die BMW R nineT Scrambler ist ein unverkleidetes Motorrad der Bayerischen Motorenwerke. Der Scrambler wurde im November 2015 auf der EICMA in Mailand vorgestellt und wird im BMW-Werk Berlin in Spandau endmontiert. Der Verkauf startete am 17. September 2016. Der interne Modellcode lautet K23, die FIN 0J31.

## Konzeption
Am 13. Juni 2016 wurde die erste Studie mit der Bezeichnung „Concept Path 22“ mit montierter Surfbretthalterung auf der Customizer-Messe „Wheels and Waves“ im französischen Seebad Biarritz vorgestellt. Der Name bezieht sich auf den Pfad 22, über den ein beliebter Surfspot an der Atlantikküste erreichbar ist.
Die Scrambler basiert auf dem Roadster BMW R nineT, ermöglicht jedoch im Gegensatz zu ihm eine entspanntere, fast aufrechte Sitzhaltung, die aus einer höher und näher am Fahrer platzierten Lenkstange und niedrigeren und weiter hinten angebrachten Fußrasten resultiert. Das Vorderrad hat einen Durchmesser von 19 statt 17 Zoll. Die Vorderradgabel ist eine konventionelle Teleskopgabel mit Faltenbälgen aus Gummi statt einer Upside-Down-Gabel. Wegen des größeren Vorderrads wurde der Lenkkopfwinkel drei Grad flacher ausgeführt, wodurch sich der Nachlauf um 8,1 mm und der Radstand vergrößert. Der Federweg am Hinterrad wurde um 15 Millimeter verlängert. Die Bremssättel sind axial statt radial montiert. Das Cockpit besteht aus einem analogen Tachometer in einem Rundgehäuse.
Laut BMW-Projektleiter Norbert Rebholz sind „nur der Antrieb, der Scheinwerfer und der Kabelbaum 1 : 1 von der R nineT übernommen worden.“ Guido Salinger kategorisiert die Scrambler-Variante als die „Country-Road-Ausführung mit staubiger Patina zum hippen old-fashioned Roadster für die Urban People.“ Nach Meinung von Wulf Weis spricht die Scrambler all jene an, „denen die herkömmliche nineT zu teuer ist – und Puristen, die es lieber etwas schlanker mögen.“ BMW vermarktet die Scrambler zusammen mit dem Roadster und der Urban G/S als Heritage-Produktreihe.

## Konstruktion

### Antrieb
Der luft- und ölgekühlte Zweizylindermotor wurde nahezu unverändert von der nineT übernommen, jedoch mit einer überarbeiteten Motorkennfeldprogrammierung („Mapping“) und Änderungen an der Abgasanlage (größerer Katalysator) für die seit dem 1. Januar 2016 vorgeschriebene Schadstoffklasse Euro-4 homologiert, wodurch das maximale Drehmoment um 3 Newtonmeter sank. Der Boxermotor leistet 81 kW (110 PS). Die zwei Zylinder haben zusammen einen Hubraum von 1170 cm³, der sich aus einer Bohrung von 101 mm und einem Hub von 73 mm ergibt. Das Verdichtungsverhältnis liegt bei 12,0 : 1. Die Ventile des Viertaktmotors werden über Schlepphebel von zwei kettengetriebenen, obenliegenden Nockenwellen gesteuert. Der Hubzapfenversatz der zwei gegenläufigen Kolben beträgt 180°, der Zündabstand liegt bei 360°. Eine zentrale Ausgleichswelle kompensiert Massenmomente erster Ordnung, die zu Motorvibrationen führen, und aus dem seitlichen Versatz der Zylinder resultieren. Das Motorrad beschleunigt in 3,6 Sekunden von 0 auf 100 km/h und erreicht eine Höchstgeschwindigkeit von 217 km/h.

### Fahrwerk
Der dreiteilige Stahl-Gitterrohrrahmen besteht aus Vorder- und zweiteiligem Heckrahmen mit tragender Motor-Getriebe-Einheit, wobei im Rahmenvorderteil der Steuerkopf und im Rahmenhinterteil die Schwingenaufnahme integriert ist. Der Radstand beträgt 1527 mm, der Nachlauf 110,6 mm und der Lenkkopfwinkel 61,5 Grad. Die Zulässige Gesamtmasse liegt bei 430 kg. Die Hinterachse wird von einer Einarmschwinge aus Aluminiumguss mit zentralem Federbein, der Paralever, geführt, die von der Reiseenduro R 1200 GS stammt. Die Fahrwerkseinstellung kann manuell über Federvorspannung und Zugstufendämpfung an der Hinterachse verändert werden. Das klauengeschaltete Getriebe hat sechs Gänge mit kürzerer Endübersetzung und stammt vom ehemaligen Sport-Boxer BMW R 1200 S. Eine optionale Antriebsschlupfregelung (ASC) und ein serienmäßiges kombiniertes Antiblockiersystem regeln den Schlupf bei Beschleunigung und Verzögerung. Das Motorrad hat serienmäßig vorne und hinten fünfspeichige Gussräder aus Aluminium, wahlweise sind Kreuzspeichenräder erhältlich. Die Maße der Bereifung entsprechen denen der R 1200 GS, vorne 120/70 ZR 19 und hinten 170/60 ZR 17.

### Kraftstoffversorgung
Der 17 Liter fassende Kraftstofftank ist im Gegensatz zu dem der nineT aus Stahl. Der Hersteller empfiehlt die Verwendung von Motorenbenzin mit einer Klopffestigkeit von mindestens 95 Oktan. Der Ansaugschnorchel ist auf der rechten Fahrzeugseite unter einer Aluminiumblende verborgen. Die Abgasnachbehandlung senkt durch einen geregelten Drei-Wege-Katalysator die Schadstoffe unter die Grenzwerte der Abgasnorm Euro-4. Zudem ist links neben dem Federbein ein Aktivkohlefilter im Kraftstoffsystem eingebaut, der verdunsteten Kraftstoff zurückhält. Die Abgase werden über einen zentralen Mittelschalldämpfer und zwei übereinander liegende, hochgelegte Endschalldämpfer auf der linken Seite abgeführt. Der slowenische Hersteller Akrapović fertigt den Doppelauspuff.

## Kritiken
Ralf Schütze kritisiert auf dem Webportal motorline.cc, dass man „nach rund zwei Stunden Fahrzeit“ merkt, „dass die serienmäßige Sitzbank mehr auf kurze Turns zum Lieblings-Café ausgerichtet ist, als auf Langstrecke.“ Laut John Urry solle man die Scrambler weniger als „fashion bike“ betrachten, da sie eher „eine fantastisch aussehende, leichtgewichtige Version der GS ist, der erfreulicherweise die überladene Elektronik fehlt, die das aktuelle wassergekühlte Modell ziert.“

„Die Neue zelebriert eine schnörkellose, knorrige Art des Fahrens. In schneller Kurvenfahrt versteift sie sich etwas, ist nicht unhandlich, aber auf klare Lenkimpulse angewiesen, nicht unkomfortabel, doch von einer gesunden Grundhärte beseelt, kein Schmusemotorrad also, sondern ein 220-Kilo-Paket Charakter.“

„Mit der Scrambler hat BMW den Purismus, also den Verzicht auf überflüssigen Schnickschnack, noch ein Stück weiter getrieben. Der klassische Tacho hat weder einen Drehzahlmesser noch eine Tankanzeige, wenn das Benzin zur Neige geht, wird das von einer Restweitenleuchte angezeigt.“

„Wirklich schlechte Straßen sind nicht die Sache der Scrambler. Erstaunlich gut agiert sie dagegen auf Schotterpfaden; bei argen Schlaglöchern können Schwergewichte im Sattel den Federweg allerdings komplett aufbrauchen.“

“BMW weren't aiming for dirt-shredding capability here. They have their GS range for that. Instead, they set out to capture on 'off the beaten track' vibe – an upright, agile and robust bike with an air of approachability. […] So although we wouldn't attempt to cross Africa – or enter it into an enduro – we'd be more than happy to take it for a blast across our local fire roads.”

„BMW zielte nicht auf die Fähigkeit ab, im Dreck zu wühlen. Dafür haben sie ihre GS-Baureihen. Stattdessen haben sie sich aufgemacht, eine Stimmung von ‚jenseits der Trampelpfade‘ einzufangen – ein aufrechtes, agiles und robusten Motorrad mit einem Hauch von Zugänglichkeit. […] Obwohl wir mit ihr keine Afrika-Durchquerung versuchen würden – oder sie als Enduro bezeichnen – wären wir doch mehr als erfreut, sie durch unsere hiesige Feuerschneise zu treiben.“